# Олимпийский гимн

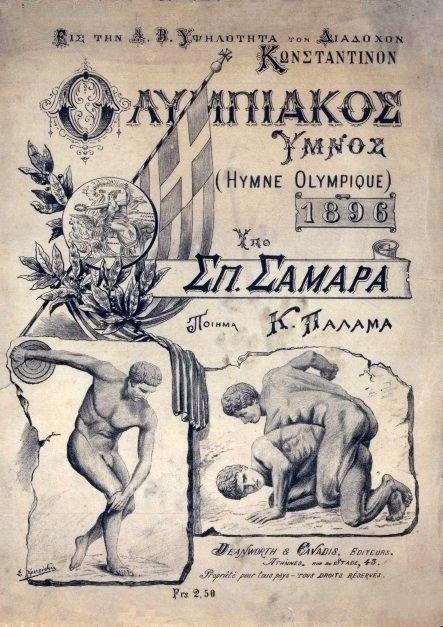
Титульный лист оригинального издания

Олимпийский гимн (греч. Ολυμπιακός Ύμνος) — музыкальное произведение, написанное греческим композитором Спиросом Самарасом на слова Костиса Паламаса.

## История
Олимпийский гимн впервые прозвучал на церемонии открытия I Олимпийских игр (1896). В последующие годы, вплоть до Олимпиады в Кортине Д’Ампеццо (1956), страна - организатор игр поручала своим музыкантам написать новый гимн для Олимпиады. В 1956 году на зимних и летних играх звучал гимн Михала Списака. С 1960 года был возвращён Олимпийский гимн Самараса, который в основном исполнялся на государственном языке той страны, в которой проводились игры. Исключения составили инструментальные обработки, исполненные в 1972, 1992, 2006 и 2012. Гимн несколько раз исполнялся на греческом языке (1976, 1988, 2008, ЮОИ 2010) либо на двух языках: на языке принимающей страны и на греческом (1980, 2000).
| Олимпийские игры                       | Город                    | Язык                                            | Примечания |
| -------------------------------------- | ------------------------ | ----------------------------------------------- | --- |
| Летние Олимпийские игры 1896           | Афины, Греция            | Греческий                                       | Первое исполнение Олимпийского гимна на церемонии открытия. |
| Зимние Олимпийские игры 1960           | Скво-Вэлли, США          | Английский                                      | Олимпийский гимн был впервые исполнен с 1896 года. |
| Летние Олимпийские игры 1960           | Рим, Италия              | Итальянский                                     | |
| Зимние Олимпийские игры 1964           | Инсбрук, Австрия         | Немецкий                                        | |
| Летние Олимпийские игры 1964           | Токио, Япония            | Японский                                        | |
| Зимние Олимпийские игры 1968           | Гренобль, Франция        | Французский                                     | |
| Летние Олимпийские игры 1968           | Мехико, Мексика          | Испанский                                       | |
| Зимние Олимпийские игры 1972           | Саппоро, Япония          | Японский                                        | |
| Летние Олимпийские игры 1972           | Мюнхен, Германия         | Инструментальная                                | |
| Зимние Олимпийские игры 1976           | Инсбрук, Австрия         | Греческий и инструментальная                    | На церемонии открытия гимн был исполнен на греческом языке, на церемонии закрытия исполнялась инструментальная версия. В обоих случаях вместо третьего куплета был повторно исполнен первый.                                                                         |
| Летние Олимпийские игры 1976           | Монреаль, Канада         | Греческий                                       | Было решено исполнять гимн на греческом языке. |
| Зимние Олимпийские игры 1980           | Лейк-Плэсид, США         | Английский                                      | |
| Летние Олимпийские игры 1980           | Москва, СССР             | Русский и греческий                             | На церемонии открытия была исполнена русская версия, греческая — на церемонии закрытия. |
| Зимние Олимпийские игры 1984           | Сараево, Югославия       | Сербо-хорватский                                | |
| Летние Олимпийские игры 1984           | Лос-Анджелес, США        | Английский                                      | |
| Зимние Олимпийские игры 1988           | Калгари, Канада          | Греческий                                       | Было решено исполнять греческую версию гимна. |
| Летние Олимпийские игры 1988           | Сеул, Южная Корея        | Корейский                                       | |
| Зимние Олимпийские игры 1992           | Альбервиль, Франция      | Инструментальная                                | Было решено исполнить инструментальную версию. |
| Летние Олимпийские игры 1992           | Барселона, Испания       | Каталанский, испанский, французский, английский | Первые два куплета были исполнены на каталанском, остальная часть гимна на испанском и французском языках На церемонии закрытия Пласидо Доминго исполнил гимн на испанском и английском языках..                                                                     |
| Зимние Олимпийские игры 1994           | Лиллехаммер, Норвегия    | Норвежский                                      | На церемонии открытия и закрытия гимн был исполнен Сиссель Хюрхьебё в сопровождении детского хора. |
| Летние Олимпийские игры 1996           | Атланта, США             | Английский                                      | На церемонии открытия гимн был исполнен хором из 300 человек и Симфоническим Оркестром Атланты. На церемонии закрытия гимн был исполнен Jennifer Larmore и Morehouse College Glee Club.                                                                              |
| Зимние Олимпийские игры 1998           | Нагано, Япония           | Японский                                        | Исполнен Оркестром Нагано и детским хором. |
| Летние Олимпийские игры 2000           | Сидней, Австралия        | Греческий и английский                          | Впервые в истории гимн был исполнен на греческом (на церемонии открытия) и английском (на церемонии закрытия). На церемонии закрытия гимн исполняла Ивон Кенни. |
| Зимние Олимпийские игры 2002           | Солт-Лейк-Сити, США      | Английский                                      | На церемонии закрытия гимн был исполнен Лорой Гарифф-Льюис. |
| Летние Олимпийские игры 2004           | Афины, Греция            | Греческий                                       | Исполнен на греческом языке Джоном Псатасом. |
| Зимние Олимпийские игры 2006           | Турин, Италия            | Инструментальная                                | Автор аранжировки — Клаудио Бальони. Было решено исполнять сокращённую инструментальную версию. |
| Летние Олимпийские игры 2008           | Пекин, КНР               | Греческий                                       | Было решено исполнять гимн на греческом как на церемонии открытия, так и на церемонии закрытия. |
| Зимние Олимпийские игры 2010           | Ванкувер, Канада         | Английский и французский                        | Впервые в истории гимн был исполнен на двух официальных языках страны — английском и французском. |
| Летние юношеские Олимпийские игры 2010 | Сингапур                 | Греческий                                       | |
| Зимние юношеские Олимпийские игры 2012 | Инсбрук, Австрия         | Инструментальная                                | |
| Летние Олимпийские игры 2012           | Лондон, Великобритания   | Инструментальная и английский                   | Инструментальная версия была исполнена Симфоническим Оркестром Лондона на церемонии открытия. На церемонии закрытия гимн исполнял хор London Welsh Male Voice. |
| Зимние Олимпийские игры 2014           | Сочи, Россия             | Русский и инструментальная                      | Исполнялся на русском языке на церемонии открытия солисткой Анной Нетребко в сопровождении мужского хора Сретенского монастыря. На церемонии закрытия исполнялась инструментальная версия.                                                                           |
| Летние юношеские Олимпийские игры 2014 | Нанкин, КНР              | Инструментальная                                | На церемониях открытия и закрытия была исполнена инструментальная версия гимна. |
| Зимние юношеские Олимпийские игры 2016 | Лиллехаммер, Норвегия    | Норвежский                                      | |
| Летние Олимпийские игры 2016           | Рио-де-Жанейро, Бразилия | Английский                                      | Изначально планировалось, что на церемонии открытия будет исполнен бразильский вариант гимна на португальском языке, а на церемонии закрытия - европейский вариант на английском. Но все же, в итоге в обоих случаях Олимпийский гимн прозвучал на английском языке. |
| Зимние Олимпийские игры 2018           | Пхёнчхан, Южная Корея    | Греческий и английский                          | На церемонии открытия гимн прозвучал на греческом языке, на церемонии закрытия — на английском. |
| Летние юношеские Олимпийские игры 2018 | Буэнос-Айрес, Аргентина  | Английский                                      | |
| Зимние юношеские Олимпийские игры 2020 | Лозанна, Швейцария       | Английский, французский и инструментальная      | На церемонии открытия гимн прозвучал на английском и французском языках, на церемонии закрытия была исполнена инструментальная версия. |
| Летние Олимпийские игры 2020           | Токио, Япония            | Английский                                      | |
| Зимние Олимпийские игры 2022           | Пекин, Китай             | Греческий                                       | На церемониях открытия и закрытия гимн прозвучал на греческом языке. |
| Зимние юношеские Олимпийские игры 2024 | Канвондо, Южная Корея    | Английский                                      | Гимн исполнен Юношеским хором Каннына на церемониях открытия и закрытия и пятью бывшими участниками хора на церемонии закрытия. |
| Летние Олимпийские игры 2024           | Париж, Франция           | Греческий и английский                          | На церемонии открытия гимн исполнен на греческом языке хором Radio France, на церемонии закрытия — на английском языке Национальным оркестром Франции. |

## Оригинальный текст и переводы
| Оригинал | Транслитерация латиницей |
| --- | --- |
| Αρχαίο Πνεύμα αθάνατο, αγνέ πατέρα του ωραίου, του μεγάλου και του αληθινού, Κατέβα, φανερώσου κι άστραψε εδώ πέρα στη δόξα της δικής σου γης και τ' ουρανού. Στο δρόμο και στο πάλεμα και στο λιθάρι Στων ευγενών αγώνων λάμψε την ορμή Και με το αμάραντο στεφάνωσε κλωνάρι και σιδερένιο πλάσε και άξιο το κορμί. (δις) Κάμποι, βουνά και θάλασσες φέγγουνε μαζί σου σαν ένας λευκοπόρφυρος μέγας ναός. Και τρέχει στο ναό εδώ προσκυνητής σου (δις) Αρχαίο Πνεύμα αθάνατο, κάθε λαός. (δις) | Arkhéo Pnévma athánato, aghné patéra tou oréou, tou meghálou ke tou alithinoú Katéva, fanerósou ki ástrapse edhó péra sti dhóksa tis dhikís sou ghis kai t’ouranoú. Sto dhrómo ke sto pálema kai sto lithári Ston evghenón aghónon lámpse tin ormí. Ke me to amáranto stefánose klonári kai sidherénio pláse ke áksio to kormí. (дважды) Kámpi, vouná ke thálasses féngoune mazí sou san énas lefkopórfyros méghas naós Ke trékhi sto naó edhó proskynitís sou (дважды) Arkhéo Pnévma athánato, káthe laós. (дважды) |

### Переводы
Чаще других на церемониях открытия и закрытия гимн звучал в свободном переводе на английский язык. Автором свободного русского перевода является Роберт Рождественский: русская версия исполнялась на церемонии открытия Игр XXII Олимпиады в Москве (1980 г.) и XXII зимних Олимпийских игр в Сочи (2014 г.). Английский текст ниже исполнялся Хором Мормонской Скинии в Солт-Лейк-Сити в 2002 году.
| Английский перевод (2002) | Русский перевод (Р. Рождественский) |
| --- | --- |
| Olympian flame immortal Whose beacon lights our way Emblaze our hearts with the fires of hope On this momentous day As now we come across the world To share these Games of old Let all the flags of every land In brotherhood unfold Sing out each nation, voices strong Rise up in harmony All hail our brave Olympians With strains of victory Olympic light burn on and on O'er seas and mountains and plains Unite, inspire, bring honor To these ascending games May valor reign victorious Along the path of golden way As tomorrow's new champions now come forth Rising to the fervent spirit of the game Let splendour pervade each noble deed Crowned with glory and fame And let fraternity and fellowship Surround the soul of every nation Oh flame, eternal in your firmament so bright Illuminate us with your everlasting light That grace and beauty and magnificence Shine like the sun Blazing above Bestow on us your honor, truth and love | Античности бессмертный дух, твои просят дети: Поскорей настань, в небесах сверкни, сердца нам озари! Античности прекрасный дух, ты явись вечной планете Во славу и во имя всей, всей доброй Земли! Метанье камня и борьба, и споры в быстром беге, Узнай, кто в честной схватке лучшим и первым стал. Венчай его венком торжественным, венчай его венком Победы! Пусть будет он достоин — герой — встать на пьедестал! Пусть будет он достоин встать на пьедестал! Засверкал земной простор, Реки и долины, и вершины гор. Снова распахнут всем ветрам Этот солнечный храм! Бессмертный, гордый дух античности — Огонь пламенный и вечный! Ты горишь у человечества в судьбе, И недаром поклоняется тебе, И недаром бережет тебя, Каждый народ, Каждый народ! Тебя хранит, тебя хранит И, вся Земля! |

## Комментарии
1. ↑  Эта строчка присутствовала при исполнении как на Олимпиаде в Москве, так и на Олимпиаде в Сочи.
2. ↑  Эти два слова использовались как при исполнении на Олимпиаде в Москве, так и на Олимпиаде в Сочи, в версии из журнала «Ровесник» здесь было «Каждый народ».